# Sphenophryne rhododactyla
Sphenophryne rhododactyla es una especie de anfibio anuro de la familia Microhylidae.
es una rana endémica de la cordillera de Owen Stanley (Papúa Nueva Guinea) entre los 2200 y los 2700 metros de altitud. Es una especie terrestre que habita en selvas tropicales primarias de montana. Se reproduce por desarrollo directo.
Se encuentra amenazada de extinción debido a la pérdida y degradación de su hábitat natural en su reducida área de distribución.